# 愛媛民藝館
愛媛民藝館（えひめみんげいかん、Ehime Folk Crafts Museum）は、愛媛県西条市にある四国唯一の民藝館である。

## 概要
四国の民藝運動の拠点として、地元の有志が中心となり昭和42年に開館。江戸から現代までの陶磁器を中心に、漆器、木工品、金工品、竹細工、染織品、絵画など、国内外の諸工芸品約2000 点の収蔵品を持つ。
中でも砥部焼、丹波焼、信楽焼などの古陶磁を含む陶磁器コレクションが半数を占めるほか、伊予絣や鑵子釜など地元の民藝品も収蔵している。
館蔵品の基礎となったのは、京都時代の柳宗悦に薫陶を受けた西条市小松町出身の菅吉暉（かんよしてる）の蒐集品である。また、倉敷民藝館館長の外村吉之介によって集められた九州の古陶磁や海外の諸工芸品と、愛媛民藝館の初代館長であった文野千栄子によって集められた伊予絣などが加わりコレクションを形成している。
本館を象徴する作品として、壁面に岡村吉右衛門による「日本民藝地図」が常設されている。

## 沿革
昭和42年、当時の日本民藝協会長・倉敷レイヨン（現：クラレ）社長、大原總一郎の呼びかけと寄付を基に、地元の有志や企業が応えるかたちで東予民藝館が設立された。昭和52年には名称を愛媛民藝館に変更。
昭和41年、3月に東予民藝協会（日本民藝協会の支部）発足。
昭和42年、6月に東予民藝館開館。初代館長、文野千栄子（東予民藝協会初代会長）就任。
昭和52年、開館10年を機に愛媛民藝館と改称（同様に東予民藝協会も愛媛民藝協会と改称）。
昭和60年、2代目館長、西堀勝就任。
昭和62年、開館20周年記念「世界の民藝」展開催。
平成9年、開館30周年記念「東洋の民藝」展開催。
平成19年、3代目館長、岡崎正樹就任。開館40周年記念「李朝民画」展開催。
平成21年、「西条市と縁のある民藝の巨匠・棟方志功と濱田庄司」展開催。
平成22年、4代目館長、久保庄司就任。
平成24年、5代目館長、浅木功就任。
平成25年、4月1日に愛媛民藝館公益財団法人化。代表理事に久保庄司就任。
平成29年、開館50周年記念展「大津絵がやって来る」開催。

## 建築
重厚な土蔵造りの様式を取り入れた建物は、倉敷レイヨン（現：クラレ）の営繕技師であった建築家、浦辺鎮太郎による設計で、隣接する西条郷土博物館とひとつづきの鉄筋コンクリート造２階建てとなっている。正面向かって左側が郷土博物館、右側が愛媛民藝館となっている。
建物入り口の大きな格子戸を開けると、天窓から光が射し込む開放的な空間が広がっている。アーチ状の壁や木材を用いた建具・窓枠・伊予の青石を敷いた玄関アプローチなど温かみがあり、地域の素材を積極的に取り入れた浦辺の工夫を随所に見ることができる。
本館が旧西条陣屋の敷地内にある経緯として、大原總一郎は、東予民藝協会設立総会（昭和41年3月31日　於・西条高校）祝辞において次のように述べている。
「その一つは、何がいいか悪いかということは、抽象的に考えても、なかなかわかるものでありませんから、実物で見る場がなければ、本当の民藝の砦にはならない。そのために西条のお堀端の一角に、民藝館を建設するという予定をたてております。市のご好意によりまして、土地の確保もほぼ目鼻がついておりますので、今後、建設にかかる段取りになると思います。」